# マツモトキヨシグループ
株式会社マツモトキヨシグループ（英語:  Matsumotokiyoshi Group Co., Ltd.）は千葉県松戸市に本社を置くドラッグストアなどの傘下企業の管理・管轄を行う、持株会社・マツキヨココカラ&カンパニーの子会社（中間持株会社）である。
本稿では、グループ名としての「マツモトキヨシグループ」も併せて述べる。

## 概要
「マツモトキヨシグループ」はマツモトキヨシを軸とするドラッグストアチェーンのグループ名として以前から存在していたが、2021年（令和3年）10月1日、旧マツモトキヨシホールディングスおよび旧ココカラファインの経営統合によってマツキヨココカラ&カンパニーが発足した。その際、マツモトキヨシ側のグループ会社の株式保有や経営管理などを目的とした中間持株会社として、マツモトキヨシホールディングスの新設分割によって設立された。
従来、マツモトキヨシホールディングスの子会社だった企業は、当社の子会社となる。

## グループ企業
括弧内は、本社の所在地を示す。

### ドラッグストア・調剤事業
- 株式会社マツモトキヨシ（千葉県松戸市） - 南関東・東海・関西地区の「マツモトキヨシ」を運営。卸売事業も兼務する。
- 株式会社ぱぱす（東京都墨田区） - 東京都・神奈川県・埼玉県で「どらっぐぱぱす」・「ぱぱす薬局」を運営。
- 株式会社マツモトキヨシ東日本販売（宮城県仙台市） - 北海道及び東北・北関東地区の「マツモトキヨシ」及び「ダルマ薬局」を運営。
- 株式会社マツモトキヨシ九州販売（福岡県福岡市博多区） - 九州地区の「マツモトキヨシ」及び「ミドリ薬品」を運営。
- 株式会社マツモトキヨシ甲信越販売（長野県長野市） - 甲信越・北陸地区の「マツモトキヨシ」及び「ファミリードラッグ」「中島ファミリー薬局」「ドラッグナカジマ」「シメノドラッグ」を運営。
- 株式会社マツモトキヨシ中四国販売（岡山県岡山市南区） - 中四国地区の「マツモトキヨシ」及び「くすりのラブ」を運営。

### その他事業会社
- 株式会社マツモトキヨシアセットマネジメント（東京都文京区） - 資産の管理・運用。

なお、株式会社マツモトキヨシホールセール、株式会社エムケイプランニング、株式会社マツモトキヨシ保険サービスの3社は2022年4月1日付で株式会社MCCマネジメントの子会社となり、株式会社MCCホールセール、株式会社MCCプランニング、株式会社MCC保険サービスへそれぞれ商号変更されている。さらに、株式会社MCCプランニングは同年10月1日付で、株式会社MCCホールセールは2023年7月1日付で株式会社MCCマネジメントへ順次吸収合併されている。

### 関連会社
- セントラル&マツモトキヨシタイリミテッド - タイ王国におけるドラッグストア事業の開発・運営。セントラル・グループとの合弁。
- 台湾松本清股份有限公司 - 台湾でのドラッグストア事業の開発・運営。
- マツモトキヨシ香港株式会社 - 海外市場調査。
- マツモトキヨシベトナム ジョイント ストック カンパニー - ベトナムにおけるドラッグストア事業の開発・運営。

## 業務提携企業
- 株式会社サッポロドラッグストアー（北海道） - 2001年10月
- 株式会社コメヤ薬局（石川県） - 2003年8月
- 中部薬品株式会社（岐阜県） - 2005年3月

## フランチャイズ加盟企業
フランチャイズ加盟企業とは、株式会社マツモトキヨシのフランチャイズ・パッケージにより「マツモトキヨシ」のCIの利用や取扱商品の供給を受けるパートナー企業である。
- 株式会社京急ストア（神奈川県横浜市）
- 株式会社京成ストア（千葉県市川市） - 2018年9月13日付でフランチャイズ契約を締結[2]。
- 株式会社イズミ（広島県広島市） - 2004年1月業務提携、2006年8月フランチャイズ契約締結。
- 株式会社サンエー （沖縄県沖縄市） - 2006年1月、ドラッグ部門新設。
- 株式会社東急ストア（東京都目黒区） - 株式会社東急ステーションリテールサービスが2018年10月3日付でフランチャイズ契約を締結[3]。2022年3月1日に東急ストアに吸収合併され、同社が運営を継承[4]。
- 株式会社キョーエイ（徳島県徳島市） - 2007年10月9日付でフランチャイズ契約を締結[5]。
- 島根県農業協同組合（JAしまね、島根県出雲市） - 2007年11月5日付でいずも農業協同組合（JAいずも）がフランチャイズ契約を締結[6]。2015年3月1日に島根県内の他の地域農業組合を吸収合併して改称。
- 株式会社京王ストア（東京都多摩市） - 2018年12月13日付でフランチャイズ契約を締結し[7]、2019年3月から京王ストア店内や京王線の駅構内に出店している[8]。
- 株式会社明治堂薬品（愛知県海部郡） - 2008年4月1日付でフランチャイズ契約を締結[9]。
- 株式会社ヤスイ（千葉県市川市） - 2011年2月16日付でフランチャイズ契約を締結[10]。
- 東京シティ・エアターミナル株式会社（東京都中央区） - 2019年2月14日付でフランチャイズ契約を締結[11]。
- 株式会社スーパーバリュー（埼玉県上尾市） - 2008年4月21日付でフランチャイズ契約を締結[12]。
- 株式会社遠鉄ストア（静岡県浜松市） - 2013年7月30日付でフランチャイズ契約を締結[13]。
- 新和観光株式会社（東京都港区）
- 株式会社オークワ（和歌山県和歌山市） - 2005年9月業務提携、2012年9月6日付でフランチャイズ契約締結[14]。
- 株式会社フード福井（福井県福井市、福井県農業協同組合〈JA福井県〉の完全子会社） - 前身のフード三国時代に2014年12月10日付でフランチャイズ契約を締結[15]。
- 株式会社ウィズハート（岐阜県高山市）
- 株式会社JR東日本クロスステーション（東京都渋谷区）

## 過去のグループ企業
- パワーズドラッグ （北海道） - 2003年8月業務提携、2004年6月解消。（富士薬品グループ入りの後、モリキに吸収合併されて消滅）
- 藤越 （福島県） - 2004年8月6日業務提携、2008年2月20日解消（2007年11月ヨークベニマルと業務・資本提携の後、スーパー事業に集中する為）[16]。
- ナチュラル （福岡県） - 2001年10月業務提携、2005年7月解消。2013年8月に店舗名と同じドラッグストアモリに商号変更されている。
- ドラッグイレブン （福岡県） - 2004年2月10日業務提携、2008年3月14日解消[17]。同年10月にセガミメディクス（現・ココカラファインヘルスケア）と業務提携し、WINグループに加盟。2007年5月にJR九州の傘下となり、2012年7月にJR九州ドラッグイレブンに商号変更。2020年5月にハピコム系列のツルハホールディングスがJR九州から株式の一部を取得して子会社化したことでツルハグループの一員となり、2021年5月16日付で店舗名と同じドラッグイレブンへ回帰された。
- 高田薬局 （静岡県） - 2001年5月業務提携（初めてマツモトキヨシグループとなった企業）、2008年4月11日解消（ハピコム系列のウエルシア関東との経営統合を発表した際、マツモトキヨシへの事前説明なしの発表だった為）[18]。同社は予定通り同年9月にウエルシア関東と経営統合し、ハピコムへ加入。2014年9月にグループ内の再編によりウエルシア関東へ吸収合併され、ウエルシア薬局となった。
- シミズ薬品 （京都府）  - 2002年2月業務提携、2008年9月30日解消[19]。同年8月に加盟したハピコムへ完全移行。2015年3月にウエルシアホールディングスの完全子会社となった。
- オージョイフル （大阪府）  - 2005年9月業務提携、2009年2月28日解消（3月1日付でダイキと合併し、解散することになった為）[20]。
- ドラッグフジイ （富山県）- 2001年6月業務提携、2009年7月31日解消[21]。2010年12月21日にウエルシア関東（現・ウエルシア薬局）と資本・業務提携を締結したのち、2012年9月1日にウエルシアホールディングスの完全子会社化と同時にウエルシア関東（現・ウエルシア薬局）に吸収合併されて消滅。
- 横浜ファーマシー （青森県）- 2014年1月にカワチ薬品に完全子会社化される。

## ポイントカードのグループ共通利用化について
従来からマツモトキヨシが展開しているポイントカードをグループ企業でも利用できるように、各社独自のポイントシステムからマツモトキヨシのポイントシステムへの統合が進められており、「マツモトキヨシ（グループ会社が運営する店舗及びフランチャイズ店舗を含む）」に加え、マツモトキヨシ九州販売が運営する「ミドリ薬品」、マツモトキヨシ甲信越販売が運営する「ファミリードラッグ」・「ドラッグナカジマ/中島ファミリー薬局」・「シメノドラッグ」、マツモトキヨシ東日本販売が運営する「ダルマ」、ぱぱすが運営する「どらっぐぱぱす」、マツモトキヨシ中四国販売が運営する「くすりのラブ」でも利用可能である（ダルマは2013年4月より、シメノドラッグは2014年10月より、どらっぐぱぱすは同年11月より、くすりのラブは2015年2月より順次利用開始）。
「現金ポイントカード」のカードデザインは基本的に同一だが、グループ企業が発行する分についてはカード表面の「Point Card（マツモトキヨシ九州販売（旧ミドリ薬品）発行分は"ポイントカード"とカタカナ表記になる）」と「マツモトキヨシ」ロゴの間にグループ企業が展開する店舗名（マツモトキヨシ甲信越販売発行分は「ファミリードラッグ」、旧杉浦薬品発行分は「ヘルスバンク」）が記され、表面右上の「Matsumoto KiYoshi」の部分は「マツモトキヨシチェーン（旧杉浦薬品発行分は「マツモトキヨシホールディングスグループ」）」に変更されている。また、旧ダルマ薬局（現在のマツモトキヨシ東日本販売）発行分は「Point Card」の上にマツモトキヨシホールディングスのコーポレートシンボルと「マツモトキヨシホールディングスグループ」が明記される。なお、クレジット機能付の「メンバーズクレジットカード」は基本的にカードデザインはほぼ同一で、発行元により細かなデザインの違いがある程度である。なお、この「メンバーズクレジットカード」は「現金ポイントカード」の設定がない旧イタヤマメディコ（現在のマツモトキヨシ甲信越販売）発行元のものが存在していた。
マツモトキヨシ九州販売（旧ミドリ薬品）発行分には、黄色の「現金ポイントカード」に加え、青緑色の「ゴールド会員カード」が存在する。こちらは「現金ポイントカード」の機能に加え、システム統合前から展開している「ミドリ薬品」のみで受けられる独自サービス機能（一部製品の常時割引など）を付加したものである。「ゴールド会員カード」を取得するには入会金が必要だが、既に旧仕様の「ゴールド会員カード」を所持している方は新カードへの切換が無料となっている。
マツモトキヨシ中四国販売発行分には、右下に緑の四角に白字で「シニア会員」と書かれた「シニアポイントカード」が存在する。これは、かつて同社子会社であったラブドラッグスが発行していた「くすりのラブ現金ポイントカード」に用意されている60歳以上の方を対象とした「シニアポイントカード（こちらは右下に青の四角に白文字で「シニア会員」が明記される）」の「マツモトキヨシ」ロゴ仕様で、1回の支払ごとに通常ポイントに加えて特典ポイントとして10ポイント（毎月15日は「特別デー」として倍の20ポイント）が付与される。なお、本サービスはマツモトキヨシ中四国販売独自のサービスであるため、マツモトキヨシ中四国販売以外のグループ会社が運営する「マツモトキヨシ」では通常ポイントのみの付与となるので注意が必要である。
なお、2018年4月からNTTドコモの「dポイント」の取扱が開始されたが、「dポイントカード」とマツモトキヨシのカード（現金ポイントカードまたはメンバーズクレジットカード）を一緒に提示することが可能で、提示したカードそれぞれにポイントが付与される（ただし、全額を「dポイント」で支払った場合にはマツモトキヨシのカードにポイントが付与されないなど、両方のカードにポイントが付与されるには条件がある）。
2023年6月1日にココカラファイングループ（ココカラファイン、ココカラファイン+イズミヤ、セイジョー、ドラッグセガミ、ジップドラッグ、ライフォート、クスリのコダマ）のポイントサービスと統合され、名称を「マツキヨココカラポイント」に改めた。統合に伴い、同年5月31日付でGOOPON会員から退会となり、免税会計でのポイントサービス（付与・利用共に）が対象外となり、「現金ポイントカード」も統合日以降に新規発行されるカードが新デザインの「マツキヨココカラポイントカード」となった。併せて、2022年2月1日から開始しているココカラファイングループでの「現金ポイントカード」・「メンバーズクレジットカード」のポイント付与に加えて、ポイント利用も可能となり、ステージアップ制度はココカラファイングループ店舗での利用も購入金額の集計対象となった。また、「ココカラクラブカード」やココカラ公式アプリを保有している場合、店頭やWebサイトからの手続きにより会員情報を統合することも可能である（統合を行うことでココカラファイングループでの保有ポイントや購入金額(月間・年間共)が一つに合算され、合算後の購入金額がステージアップ制度の条件に合致する場合は統合後にステージアップされる。ただし、店舗によってカードと公式アプリを使い分けている場合、会員情報を統合するとカードが使用不可となるので注意が必要）。

## グループ会社のコーポレートサイト統合
2015年7月1日に、日本のドラッグストアチェーンでは初の試みとなるオムニチャネル化に向けた「マツモトキヨシ」公式サイトの全面刷新に合わせて、グループ会社の情報（会社概要・店舗情報など）も「マツモトキヨシ」公式サイトで閲覧できるようになった。このため、一部のグループ会社はコーポレートサイトを「マツモトキヨシ」公式サイトに統合されており、「マツモトキヨシ」公式サイトへの統合案内とマイページ機能・ポイント統合の案内などが明記されている。